# Harry Bell Measures

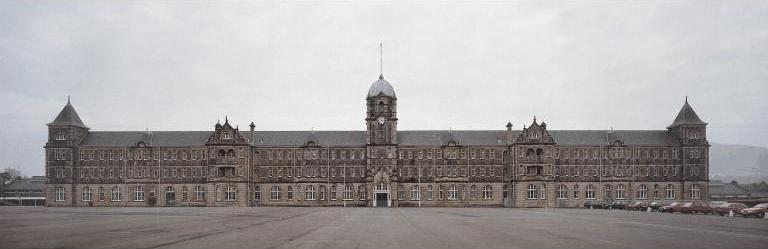
Redford Cavalry Barracks, Edimburgo

Harry Bell Measures CBE MVO (1862-1940) foi um arquiteto inglês.

## Carreira
Ele teve uma carreira variada. Entre 1884 e 1892, ele foi arquiteto interno de William Willett, produzindo moradias de alta qualidade para os mais abastados de Londres e sudeste da Inglaterra; estes eram normalmente no estilo ornamentado da rainha Anne, de tijolo vermelho, que era popular na época.
Ele foi responsável por vários empreendimentos imobiliários "melhorados" em inglês para trabalhadores, como as Rowton Houses em Londres e Birmingham. Ele projetou os edifícios originais da estação para a Central London Railway (CLR), agora a linha central do metrô de Londres, inaugurada em 30 de julho de 1900.
Mais tarde, ele foi o diretor de construção de barracas do Gabinete Britânico de Guerra e foi responsável por edifícios como Redford Barracks, em Edimburgo, e pelas novas casas de incorporação de cordita no Waltham Abbey Royal Gunpowder Mills.
Ele foi nomeado Comandante da Ordem do Império Britânico nas honras do Ano Novo de 1918 por seus esforços durante a Primeira Guerra Mundial.  Measures é o bisavô paterno do autor, Christopher Joll.

## Casas para Willetts
- 69 - 79 The Drive, Hove (1888 a 1890)

## Outros trabalhos
- Trabalha para Artizans, Laborers &amp; General Dwellings Company em Leigham Court Estate, Streatham .
- New College, Royal Military Academy Sandhurst (listado como grau II. Measures foi nomeado Comandante da Ordem do Império Britânico (CBE) por seu trabalho no projeto de quartéis).
- Union Jack Club, Londres, 1907 (o rei Edward VII abriu o clube e nomeou Measures uma quarta classe da Ordem Real Vitoriana (MVO, agora LVO) para o trabalho.  O edifício foi seriamente danificado no Blitz e demolido em 1970).

## Estação ferroviária central de Londres

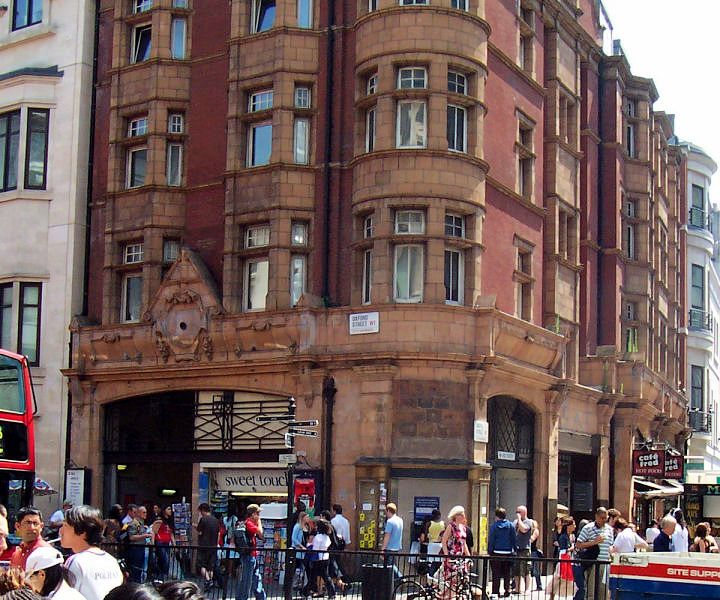
Entrada projetada para a estação Oxford Circus.

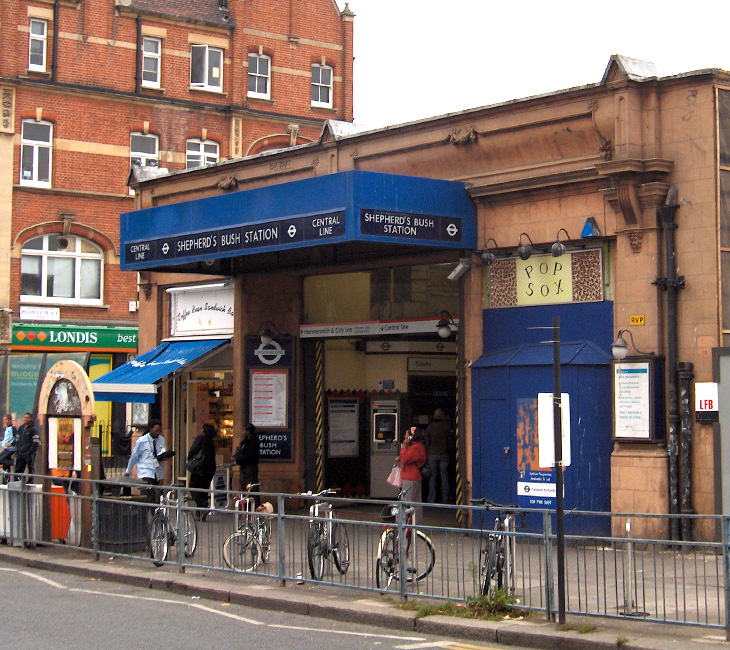
Construção original da estação de Shepherd's Bush, em 1900, (demolida em 2008)

A Measures foi responsável por vários edifícios na seção original do CLR, muitos dos quais sobrevivem hoje como estações de metrô de Londres. Ele era a favor da terracota como material de construção, construindo os edifícios de sua estação usando blocos de cerâmica fabricados na fábrica. Isso lhe permitiu projetar estruturas estilisticamente consistentes de maneira bastante econômica. Suas plataformas de túnel estavam revestidas com azulejos de cerâmica. As técnicas de Medidas influenciaram o trabalho de outro arquiteto contemporâneo da estação de metrô, Leslie Green . Seu projeto de 1900 para a estação Oxford Circus era uma entrada de um andar na esquina da Argyll Street e Oxford Street, vestida de terracota rosa pálido e decorada em estilo maneirista. Hoje, é considerado o melhor exemplo sobrevivente da arquitetura da estação projetada pelo Measures e a entrada e o prédio acima dela são listados como Grade II. O edifício de cerâmica vermelha no canto oeste é de Leslie Green.
Measures projetou as seguintes estações no CLR:
- Shepherd's Bush (linha Central) - edifício demolido e reconstruído para um design completamente diferente em 2008.
- Holland Park - o edifício da estação permanece em uso
- Notting Hill Gate - edifício demolido; nova estação de sub-superfície construída
- Queensway - aberto como Queens Road. O edifício permanece em uso
- Lancaster Gate - edifício demolido e reconstruído com um design diferente como parte de um desenvolvimento de blocos de torre
- Marble Arch - A entrada da Oxford Street permanece, mas irreconhecível como obra da Measures
- Bond Street - A entrada da Oxford Street permanece, mas irreconhecível como obra da Measures
- Oxford Circus - o edifício CLR listado como Grade II a leste de Argyll Street é um exemplo bem preservado
- Tottenham Court Road - aberto como Oxford Street. Não é reconhecível como obra da Measures quando demolida em 2009.
- Museu Britânico - estação fechada em 1933, quando novas plataformas da linha Central foram abertas em Holborn. Demolido nos anos 90.
- Chancery Lane - O edifício da estação High Holborn permanece, mas não é mais usado para acessar a estação
- St Paul's - aberto como correios. Demolido na década de 1930.
- Banco - sem construção de superfície

As medidas projetaram a Central Elétrica Wood Lane do CLR (agora conhecida como Dimco Buildings ), que é listada no Grau II.  Ele também projetou o edifício da estação original para a estação Wood Lane da ferrovia, inaugurada em 1908 para a Exposição Franco-Britânica, embora mais tarde isso tenha sido modificado para um projeto de Stanley Heaps. A estação foi fechada em 1947 e o prédio foi demolido.